# Sean McDermott
Sean McDermott (Kristiansand, 30 mei 1993) is een Iers-Noors voetballer die speelt als doelman. In mei 2024 tekende hij voor Molde FK.

## Clubcarrière
McDermott speelde tussen 2009 en 2012 in de jeugdopleiding van Arsenal, maar bij de Londense club wist hij nimmer door te breken. In 2012 werd hij nog een maand verhuurd aan Leeds United. Daar kwam hij echter ook niet in actie. Vervolgens verkaste hij naar Sandnes Ulf in Noorwegen. Daar debuteerde hij op 19 oktober 2012, toen er gespeeld werd tegen Rosenborg BK. Na een jaar werd hij basisspeler van de club, maar die plek verloor hij en anderhalf jaar lang speelde hij geen competitiewedstrijden.
Hierop trok McDermott naar Start. Hier kwam de Ier opnieuw niet tot wedstrijden en in de zomer van 2016 verkaste hij naar Ullensaker/Kisa. Na een half jaar vertrok McDermott naar de club uit zijn geboorteplaats. Bij Kristiansund ondertekende hij een verbintenis voor de duur van één seizoen. In twee seizoenen speelde hij zevenenvijftig wedstrijden waarna hij aangetrokken werd door Dinamo Boekarest.
Eind februari 2019 werd hij zijn contract bij Dinamo Boekarest ontbonden. Hierop keerde hij al na twee maanden terug naar Kristiansund. In januari 2024 liet McDermott Kristiansund achter zich en na een half jaar zonder werkgever nam Molde FK hem onder contract.